# 第十届全国人民代表大会常务委员会
中华人民共和国第十届全国人民代表大会常务委员会共有175名組成人員，其中委員長、副委員長、秘書長16名，委員159名，任期由2003年3月至2008年3月，期間共召開32次全体會議。常委會组成情况如下：

## 组成人员
- 委员长：吴邦国
- 副委员长：王兆国、李铁映、司马义·艾买提（维吾尔族）、何鲁丽 (女)、丁石孙、成思危、许嘉璐、蒋正华、顾秀莲 (女)、热地（藏族）、盛华仁、路甬祥、乌云其木格 (女，蒙古族)、韩启德、傅铁山(2007年4月20日逝世)
- 秘书长：盛华仁（兼）

- 委员（按姓名笔划排列）：
刀美兰 (女，傣族)、万学文、王云龙、王太岚、王以铭 (回族)、王东江[1]、王立平 (满族)、王宁生、王永炎、王佐书、王怀远、王宋大、王茂林、王茂润、王英凡、王学萍 (黎族)、王祖训、王涛 (女)、王梦奎、王梅祥、王维城、韦家能 (壮族)、扎汗·俄马尔 (哈萨克族)、尤仁 (蒙古族)、毛如柏、乌日图 (蒙古族)、方新 (女)、厉无畏、石广生、卢邦正 (彝族)、卢瑞华、叶如棠、田玉科 (女，土家族)、丛斌、冯之浚 (回族)、邢世忠、邢军 (女)、吉佩定、朱丽兰 (女)、朱相远、乔晓阳、伍增荣 (女)、任克礼、任茂东、华福周 (女)[2]、多吉才让 (藏族)、庄公惠、刘大响、刘应明、刘明祖、刘珩、刘振伟、刘积斌、刘鹤章、汤洪高、许志琴 (女)、许智宏、孙英、孙金龙、孙晓群、买买提明·阿不都热依木 (维吾尔族)、严义埙、杜宜瑾、杜铁环、李元正、李从军、李连宁、李明豫 (女)、李春亭、李树文、李重庵、李新良、李慎明、杨长槐 (侗族)、杨兴富、杨国庆、杨国梁、杨柏龄、杨景宇、吴基传、吴德馨 (女)、何晔晖 (女)、何椿霖、谷建芬 (女)、冷溶、沈辛荪、沈春耀、张龙俊 (朝鲜族)、张志坚、张肖 (女)、张佑才、张学东、张美兰 (女，哈尼族)、张耕[3]、张继禹、张毓茂、陈士能、陈佳贵、陈宜瑜、陈建生、陈难先、陈章良、奉恒高 (瑶族)、武连元 (回族)、林文漪 (女)、林兆枢、林強、图道多吉 (藏族)、金炳华、金烈、周玉清、周正庆、周坤仁、庞丽娟 (女)、郑功成、郑荃、赵地 (女)、胡光宝、胡贤生 (苗族)、胡康生、胡德平、南振中、柳斌、信春鹰 (女)、侯义斌、姜恩柱、姜颖 (女)、祝铭山、姚湘成、賀一誠、贺铿、袁汉民、袁行霈、袁驷、贾志杰、夏赞忠、倪岳峰、徐永清、徐志纯、高洪 (白族)、郭凤莲 (女)、郭树言、陶伯钧、陶驷驹、桑国卫、黄康生 (布依族)[4]、隗福临 (满族)、蒋树声、蒋祝平、程贻举、傅志寰、舒惠国、童傅、曾憲梓、谢佑卿、路明、嘉木样·洛桑久美·图丹却吉尼玛 (藏族)、戴证良、魏复盛

2005年3月13日，十届全国人大三次会议补选宋照肃、陈秀榕、闻世震为第十届全国人大常委会委员

## 其他工作人员
- 副秘书长：